# Полтавська сільська рада (Красногвардійський район)
Полта́вська сільська́ ра́да — адміністративно-територіальна одиниця та орган місцевого самоврядування у Красногвардійському районі Автономної Республіки Крим. Адміністративний центр — село Полтавка.

## Загальні відомості
- Населення ради: 2 821 особа (станом на 2001 рік)

## Населені пункти
Сільській раді підпорядковані населені пункти:
- с. Полтавка
- с. Комарівка
- с. Курганне

## Склад ради
Рада складається з 20 депутатів та голови.
- Голова ради: Глотов Микола Іванович
- Секретар ради: Трусова Галина Олександрівна

### Керівний склад попередніх скликань
| Прізвище, ім'я, по батькові | Основні відомості                                                         | Дата обрання | Дата звільнення |
| --------------------------- | ------------------------------------------------------------------------- | ------------ | --------------- |
| Глотов Микола Іванович      | Сільський голова, 1958 року народження, освіта вища, безпартійний         | 26.03.2006   | 31.10.2010      |
| Глотов Микола Іванович      | Сільський голова, 1958 року народження, освіта вища, член Партії регіонів | 31.10.2010   |                 |

Примітка: таблиця складена за даними сайту Верховної Ради України

### Депутати
За результатами місцевих виборів 2010 року депутатами ради стали:

#### За суб'єктами висування
| Суб'єкт висування                 | Кількість обраних депутатів | %  |
| --------------------------------- | --------------------------- | -- |
| Самовисування                     | 19                          | 95 |
| Політична партія «Руська Єдність» | 1                           | 5  |

#### За округами
| № округу                          | Прізвище, ім'я, по батькові       | Дата визнання обраним | Освіта  | Партійна приналежність                  | Відомості про обраного депутата                       |
| --------------------------------- | --------------------------------- | --------------------- | ------- | --------------------------------------- | ----------------------------------------------------- |
| Політична партія «Руська Єдність» |                                   |                       |         |                                         |                                                       |
| 3                                 | Боденкова Олеся Володимирівна     | 03.11.2010            | середня | член Політичної партії «Руська Єдність» | Полтавський будинок культури, художній керівник       |
| Самовисування                     |                                   |                       |         |                                         |                                                       |
| 1                                 | Чернова Валентина Андріївна       | 03.11.2010            | середня | позапартійна                            | ПП «Візит», продавец                                  |
| 2                                 | Аблякімова Ельміра Усеінівна      | 03.11.2010            | середня | позапартійна                            | Полтавська сільська амбулаторія, фельдшер             |
| 4                                 | Олкінян Давід Михайлович          | 03.11.2010            | середня | позапартійний                           | СП «Октябрське», начальник охорони                    |
| 5                                 | Соловйова Зінаїда Вікторівна      | 03.11.2010            | середня | член Партії регіонів                    | дошкільний навчальний заклад «Горошок», завідувачка   |
| 6                                 | Камаєв Олексій Володимирович      | 03.11.2010            | вища    | позапартійний                           | ПП «Крам-Агро-Мир», бухгалтер                         |
| 7                                 | Лазаренко Світлана Миколаївна     | 03.11.2010            | середня | позапартійна                            | Полтавська сільська амбулаторія, фельдшер             |
| 8                                 | Гоняк Віра Ільківна               | 03.11.2010            | середня | позапартійна                            | поштове відділення с. Полтавка, листоноша             |
| 9                                 | Скрипаль Марія Євгенівна          | 03.11.2010            | середня | член Партії регіонів                    | БМЄУ — 6 м. Сімфе-рополь, сторож                      |
| 10                                | Кущ Ольга Олексіївна              | 03.11.2010            | середня | позапартійна                            | тимчасово не працює                                   |
| 11                                | Кравченко Олександр Володимирович | 03.11.2010            | середня | член Політичної партії «Руська Єдність» | КПУЖКХ «Полтавчанка», директор                        |
| 12                                | Косьяненко Леонід Іванович        | 03.11.2010            | середня | член Партії регіонів                    | пенсіонер                                             |
| 13                                | Чорний Василь Сергійович          | 03.11.2010            | вища    | член Партії регіонів                    | ПП «Крим-Агро-Мир», директор                          |
| 14                                | Зозульський Анатолій Іванович     | 03.11.2010            | вища    | позапартійний                           | пенсіонер                                             |
| 15                                | Трусова Галина Олександрівна      | 03.11.2010            | середня | позапартійна                            | Полтавська сільська рада, секретар                    |
| 16                                | Іванов Геннадій Тимофійович       | 03.11.2010            | середня | позапартійний                           | приватний підприємець                                 |
| 17                                | Тараторкін Микола Тихонович       | 03.11.2010            | середня | позапартійний                           | ТОВ «Баїр», механік                                   |
| 18                                | Ланкіна Ольга Андріївна           | 03.11.2010            | середня | позапартійна                            | дошкільний навчальний заклад «Горошок», сторож        |
| 19                                | Глотов Микола Іванович            | 03.11.2010            | середня | позапартійний                           | підприємство «Декон Крим», комірник                   |
| 20                                | Казакова Аліє Тальвінівна         | 03.11.2010            | середня | позапартійна                            | фельдшерсько-акушерський пункт с. Комарівка, фельдшер |